# Průmysl holocaustu

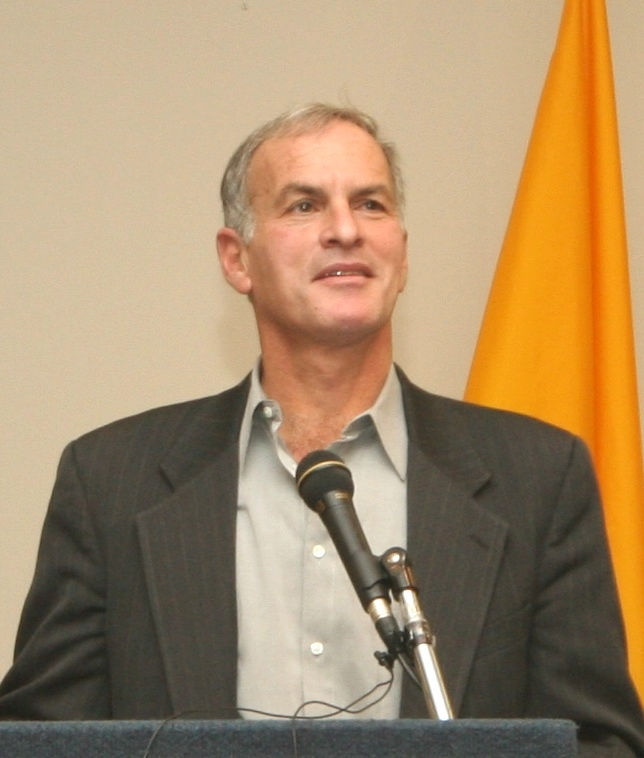
Autor knihy Norman Finkelstein

Průmysl holocaustu s podtitulem úvahy o zneužívání židovského utrpení (z angl. originálu The Holocaust industry: reflections on the exploitation of Jewish suffering) je titul knihy, kterou napsal americký politolog Norman Gary Finkelstein. Kniha vyšla v New Yorku a v Londýně v roce 2000 a již v roce 2002 byla přeložena do 16 jazyků. Stala se bestsellerem v Evropě, Severní a Jižní Americe i na Blízkém východě. V češtině vyšla pod uvedeným názvem v roce 2006.
Autor v publikaci argumentuje, že establishment amerických Židů zneužívá památky holocaustu k politickým a finančním ziskům, stejně jako k propagaci zahraniční politiky Izraele.

## Pohled autora
Podle autora „holocaustový průmysl“ podryl židovskou kulturu a autenticitu vzpomínek na oběti holocaustu.
Finkelstein nezpochybňuje holocaust ani jeho rozsah – jeho rodiče byli Židé. Oba žili ve varšavském ghettu a prošli koncentračními tábory – matka Maryla vyhlazovacím táborem Majdanekem a otec Harry Auschwitzem; nadto absolvoval pochod smrti. Rodiče holocaust přežili, ovšem ostatní členové Finkelsteinovy rodiny zahynuli.

## Kapitoly knihy
- Kapitola 1: Capitalizing The Holocaust („kapitalizace holocaustu“) – v českém vydání Jak se z holokaustu dělá kapitál
- Kapitola 2: Hoaxers, Hucksters and History („mystifikace, čachrování a historie“) – Podvodníci, kšeftaři a dějiny
- Kapitola 3: The Double Shakedown („dvojité ství“) – Dvojité vydírání

V aktualizovaném vydání z roku 2003 Finkelstein rozšířil třetí kapitolu o 100 stránek nového materiálu o švýcarských bankovních kontech.

## Další témata
- Literární falzifikáty o holocaustu – např. Bruchstücke: aus einer Kindheit 1939–1948 (1995) a Fragments (1998) neexistujícího autora Binjamina Wilkomirskiho, Nabarvené ptáče Jerzyho Kosinskiho
- Způsob, jakým průmysl holocaustu obhajuje sám sebe
- Zpochybňování genocidy Arménů
- Jiné formy popírání holocaustu
- Popírači holocaustu v reálném životě

## Vydání knihy
- 2000: 1. vydání: ve Spojených státech a Anglii v nakladatelství Verso books, pevná obálka, 150 stran, ISBN 1-85984-773-0 (na obalu modrá Davidova hvězda)
- 2001: 2. vydání: Verso books, paperback, ISBN 1-85984-323-9 (na obalu žlutá Davidova hvězda)
- 2003: 3., rozšířené vydání: Verso books, 286 stran, ISBN 1-85984-488-X (na obalu červená Davidova hvězda)
- české vydání v roce 2006 vydalo nakladatelství Dokořán v překladu Miroslava Brzobohatého a s doslovem „Humanistické židovství proti kultu holocaustu“ Pavla Barši.